# Daniel Bosshard (Politiker)
Daniel Bosshard (* 18. November 1983; heimatberechtigt in Zürich) ist ein Schweizer Politiker (Grüne).

## Leben
Daniel Bosshard machte eine kaufmännische Lehre und besuchte die kaufmännische Berufsschule in Lachen. Er absolvierte 2007 die berufsbegleitende Erwachsenenmatura und studierte von 2008 bis 2012 Umweltnaturwissenschaften an der ETH Zürich. Nach seinem Zivildiensteinsatz beim WWF Zentralschweiz arbeitete er von 2014 bis 2019 in der Abteilung Natur und Landschaft beim Amt für Natur, Jagd und Fischerei des Kantons St. Gallen. 2019 gründete er die ecoboss GmbH und ist als selbstständiger Berater im Umweltbereich tätig. Daniel Bosshard ist Vater von zwei Kindern und lebt in St. Gallen.

## Politik
Daniel Bosshard wurde bei den Wahlen im September 2020 in das Stadtparlament von St. Gallen gewählt, dem er bis Dezember 2021 angehörte. Er war Mitglied der Liegenschaften- und Baukommission.
Daniel Bosshard rückte 2021 für den zurückgetretenen Basil Oberholzer in den Kantonsrat des Kantons St. Gallen nach. Er ist seit 2022 Mitglied der Interessengruppe Sport und seit 2023 Mitglied der Interessengruppe Natur und Umwelt.
Daniel Bosshard war Vorstandsmitglied der Grünen Kanton Schwyz und Präsident der Grünen Freienbach. Er ist seit 2020 Präsident der Grünen Kanton St. Gallen und Vorstandsmitglied der Grünen Schweiz.